# Epirubicin
Epirubicin ist eine organische chemische Verbindung, die zu den Derivaten des Anthrachinons und den Glycosiden zählt. Die Verbindung ist ein Stereoisomer von Doxorubicin (auch Adriamycin) und zählt zur Stoffgruppe der Anthracycline. Das rot-orange, kristalline Pulver zersetzt sich durch Sonnenlicht und wird in Anwesenheit von Wasser hydrolysiert.
Epirubicin ist ein zytotoxisches Antibiotikum, das seit vielen Jahren als Basismedikament in der Arzneimitteltherapie von Krebserkrankungen eingesetzt wird und heute wichtiger Bestandteil in der Kombinationschemotherapie bei verschiedenen bösartiger Tumoren ist. Epirubicin wird als Hydrochlorid (Handelsname: Farmorubicin (Pfizer) u. a.) als Zytostatikum eingesetzt. Epirubicinhydrochlorid ist seit den 1980er-Jahren im klinischen Einsatz und kommt zur intravenösen Anwendung bei der Chemotherapie von Brustkrebs (Mammakarzinom), Non-Hodgkin-Lymphomen, Sarkomen, Magenkarzinomen, Eierstockkrebs und anderen soliden Krebsarten. Zudem wird es auch zur Rezidivprophylaxe nach Blasenkrebs eingesetzt.
Epirubicin und Adriamycin wirken durch direkte Schädigung der DNA und Hemmung der DNA-Polymerase und der RNA-Polymerase cytotoxisch sowie mutagen. Die Cardiotoxizität des Epirubicin ist geringer als bei Daunorubicin.
Das Nebenwirkungsspektrum gleicht dem der anderen Anthracycline. Es können auftreten: Allergien, Kardiomyopathie (dosisabhängig), Knochenmarkdepression (Blutbildverschlechterung), Übelkeit, Erbrechen, Haarausfall und andere mehr.

## Handelsnamen
Monopräparate

Axirubicin-e (D), Bendaepi (D), Ellence (USA), Epi-cell (D, A), Farmorubicin (D, A, CH), Riboepi (D), diverse Generika (D, A, CH)

## Lieferengpässe
Im Januar 2020 berichtete Der Spiegel, dass es bei Epirubicin in Deutschland Lieferengpässe gebe. Ein Grund sei, dass eine Fabrik in der Ukraine in Folge des Krieges nicht liefern könne. Andere Anbieter verwiesen darauf, dass eine Produktion wirtschaftlich nicht auskömmlich sei. In einer gemeinsamen Stellungnahme der Deutschen Gesellschaft für Urologie, der Deutschen Gesellschaft für Hämatologie und medizinische Onkologie und der Deutschen Gesellschaft für Senologie wurde empfohlen, im Falle von Lieferschwierigkeiten von Epirubicin Doxorubicin zu verwenden. Evidenz für die Austauschbarkeit ist der indirekte Vergleich der beiden Wirkstoffe, zur Behandlung von Brustkrebs und Weichteilsarkomen liegen Daten aus randomisierten Studien vor.